# بانشو فيا

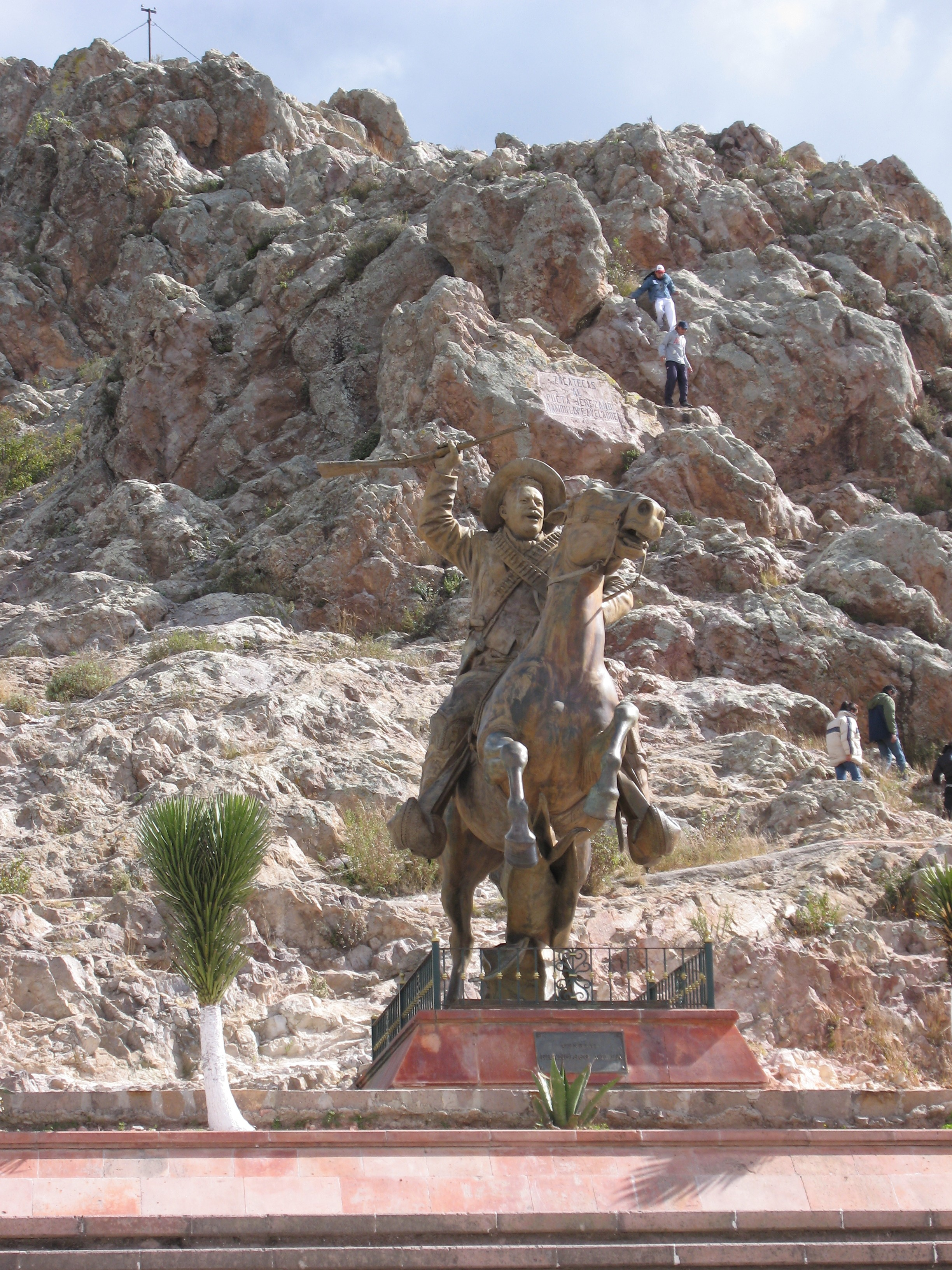
بانشو فيا

خوسيه دوروتيو أرانغو أرامبولا (بالإسبانية: José Doroteo Arango Arámbula)‏ ـ (5 يونيو 1878 ـ 20 يوليو 1923) ويشتهر باسمه المستعار فرانشيسكو فيّا (بالإسبانية: Francisco Villa)‏ بانشو فيّا (بالإسبانية: Pancho Villa)‏، وهو واحد من أبرز القادة الثوريين المكسيكيين. ولد سنة 1878 في سان خوان ديل ريو وتوفي سنة 1923 في باريلو في محافظة شيواوا في المكسيك. لقب بروبن هود مكسيكو حيث قاد ثورات عديدة خاصة ضد الإقطاعيين.
عرف فرانسيسكو فيا بين فلاّحي شمال المكسيك باسم بانشو فيا، الذي كان بمثابة روبن هود الفارس الذي يسرق الأغنياء وينفق على الفقراء، أما في نظر السياسيين أعدائه فهو مخرب؛ ولذلك قام جيسوس سالاس بإغتياله في بلدة بارال المكسيكية.

## نشأته

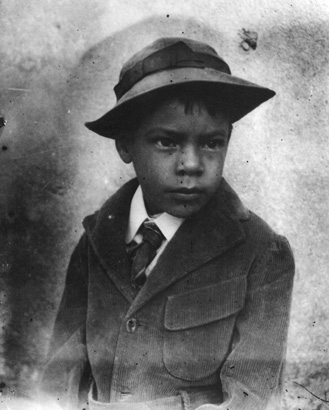
بانشو فيا وهو صغير.

اسمه الحقيقي خوسيه دوروتيو أرانغو أرامبولا، وقد نشأ فقيراً في قرية من قرى لاس ميراس التي ينتشر فيها التعدين، وبسبب فقر عائلته، لم يحصل على حظّه من التعليم، فكانت أول مهنة عمل بها الجزارة، فقد صار جزّار القرية.

## أسطورته

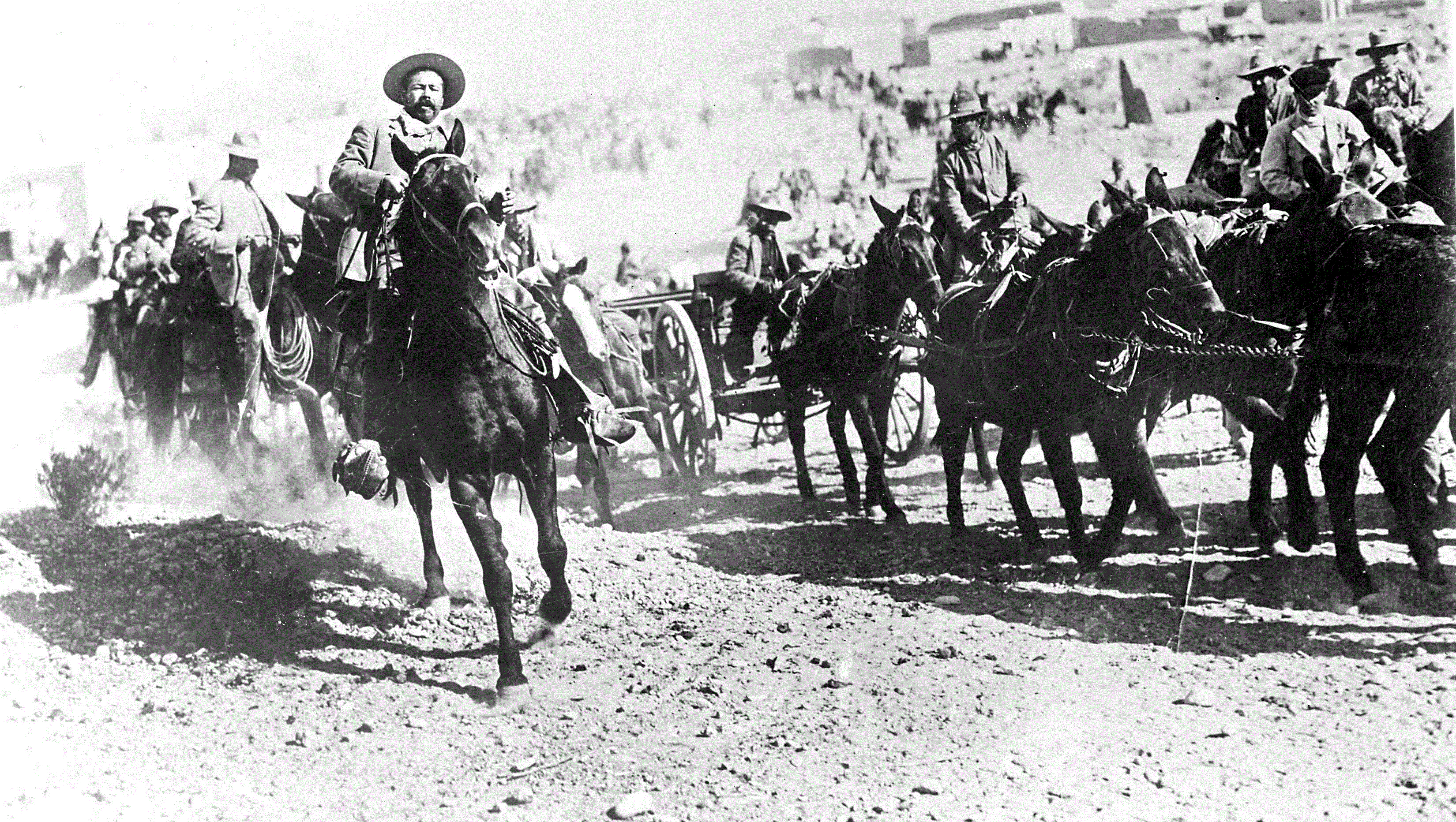
بانشو فيا على حصانه في مقاطعة شيواوا.

عندما اكتشف بانشو فيا أن مالك إحدى المزارع قد اغتصب شقيقته، قام بانشو بقتل الرجل ثم امتطى ظهر جواده هارباً إلى التلال، ومنذ ذلك اليوم، غيّر اسمه. وسرعان ما تحول بانشو فيا إلى أسطورة الرجل الذي لا يشرب الخمر ولا يدخّن، ولكنه لا يتردد حين يتعلّق الأمر بقتل شخص ما. لقد تجمّع حوله جيش صغير، وبدأ سلسلة من الغارات على الإقطاعيين الأثرياء، وبعد كل غارة، كان يوزّع الغنائم على رجاله وعلى الفقراء في تلك المنطقة.

## إنضمامه لجيش لمكسيك

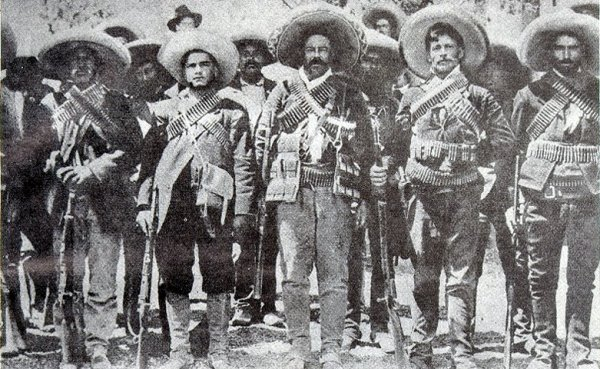
بانشو فيا في الوسط مع جيشه.

في عام 1910 م، صار بانشو فيا قائداً عسكرياً يقاتل تحت قيادة الجنرال فرانسيسكو ماديرو في الثورة التي قلعت الرئيس بورفيرو دياز واستبدلته بالجنرال ماديرو. وبسبب موهبة بانشو التنظيمية، اكتسب رتبة عقيد، ولكن عندما رأى ماديرو أنه قد أنجز هدفه في الثورة، غادر بانشو الجيش وصار رجل أعمال. لم تطل حياة بانشو المدنية، فقد بدأ جنرالات الجيش المكسيكي يتعطشون للسلطة، فقام الجنرال باسكوال اوروزكو بتمرد إطاح بماديرو عام 1912، فعاد بانشو فيا للانضمام إلى الجيش المكسيكي ليعمل ضد جنرال كان بالنسبة له صديق سلاح ذات يوم.

## مؤامرة ضد بانشو فيا
بعد شهور من التمرد، حيكت مؤامرة على يد الجنرال فيكتوريانو هويرتا لاتهام فيا بالخيانة، وصدرت الأوامر بإعدامه، ولكن قبل إطلاق الرصاص بلحظات، وصل راؤول ماديرو شقيق الرئيس المكسيكي، وأوقف عملية الإعدام.

## هروبه من البلاد
هرب بانشو فيا من السجن العسكري، وتوجّه إلى الولايات المتحدة الأمريكية. ومن هناك، وبعد سنة واحدة، سمع بنبأ إغتيال ماديرو وتنصيب هويرتا ليكون دكتاتور المكسيك.

## عودته للبلاد وانضمامه للجيش مرة آخرى

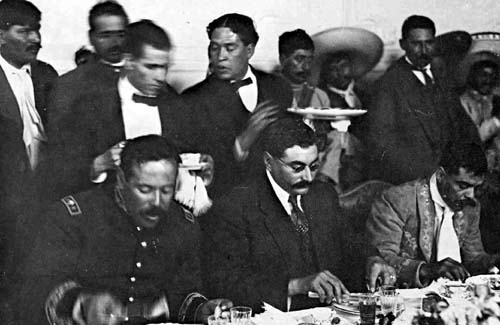
بانشو فيا (يسار) مع أيولاليو أورتيز (وسط) وإيميليانو زاباتا (يمين) في القصر الرئاسي المكسيكي سنة 1914م.

عاد بانشو فيا إلى بلاده، وانضم إلى الجنرال إيميليو كارانزا وإيمليانو زاباتا من أجل بدأ ثورة. وقد تمكن جيشه المؤلف من 35 ألف رجل من إنجاح الثورة. وفي عام 1914، استقال الدكتاتور هويرتا، واستلم كارانزا منصب رئاسة البلاد.

## خلافه مع الرئيس كارانزا
مرة أخرى، لم يكتمل الوفاق بين الرئيس كارانزا وبانشو فيا، لذلك ثار من جديد بُعيد تغيير التشكلية الحكومية، وقام - بالتنسيق مع زاباتا - باحتلال مدينة مكسيكو سيتي العاصمة، وهكذا صار في حكم خارج على القانون، وتمكن الجيش الحكومي من إرغام جيش فيا على التراجع خارج مدينة مكسيكو باتجاه التلال الشمالية.

## تقربه للفقراء
ظل بانشو فيا فترة من الوقت بعيداً عن الأنظار، فقد انشغل بتأمين الخدمات للمنطقة التي يسيطر عليها، فكان يوزع الأراضي على المزارعين ويقترب أكثر فأكثر من الفقراء.

## خلافه مع الولايات المتحدة الأمريكية

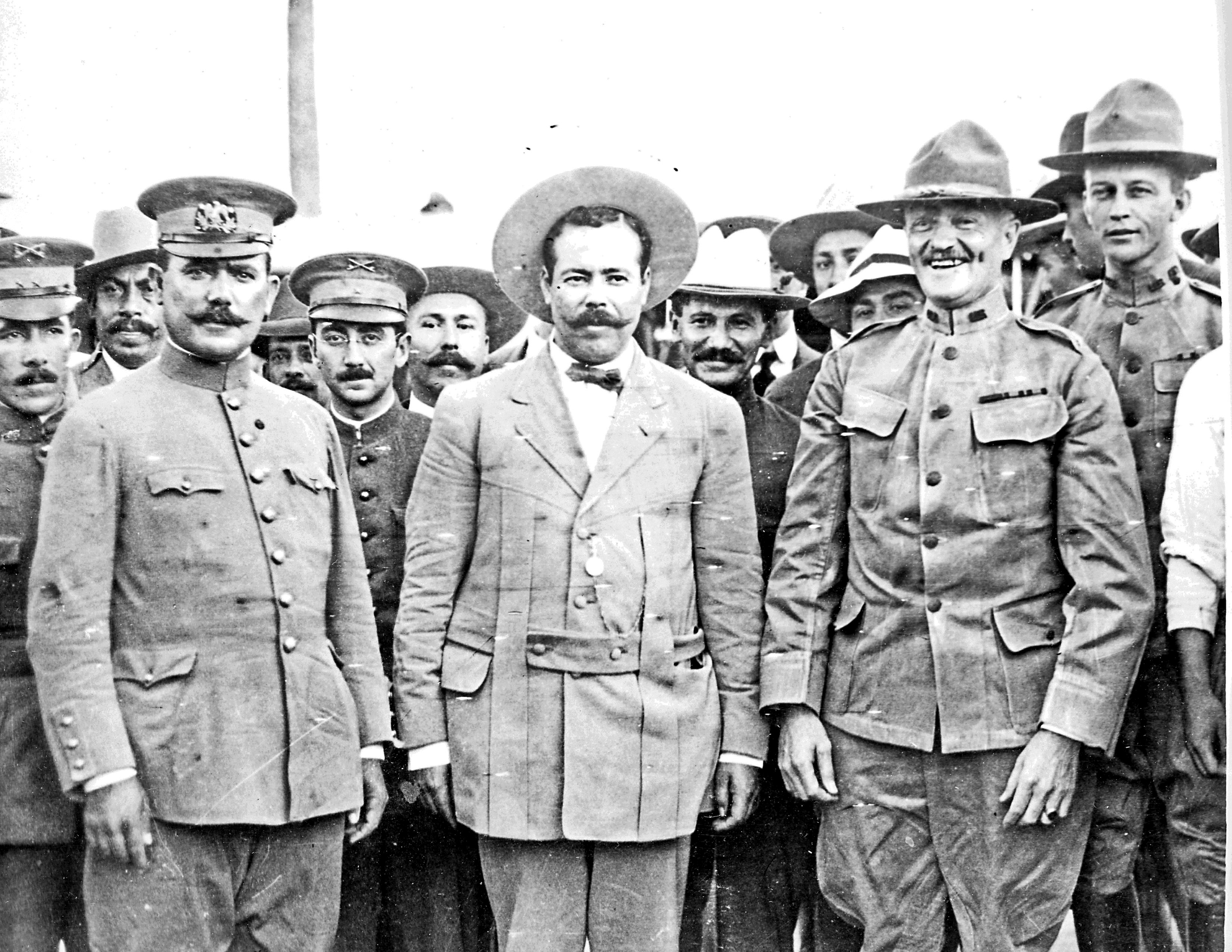
بانشو فيا في الوسط مع الجنرال ألفارو أوبريغون، والجنرال الأمريكي جون بيرشنغ.

في عام 1916، عاد بانشو فيا إلى سطح الأحداث، بعد أن أغضبه اعتراف الولايات المتحدة الأمريكية بحكومة كارانزا، كما شعر بالحاجة إلى إمدادات وتموين، ولذلك قام مع رجاله بغزو بلدة حدودية أمريكية، وبالتالي أمر الرئيس الأمريكي وودرو ويلسون بإرسال حملة عسكرية تحت إمرة الجنرال جون بيرشنغ للقبض على بانشو فيا حياً أو ميتاً، لكن الحملة لم تتمكن من تنفيذ مهمتها، مع أنها كلّفت الخزانة 100 مليون دولار أمريكي في تلك الفترة من الزمن. وفجأة ظهر بانشو فيا من جديد، ولكن ليستسلم لقوات الحكومة عام 1920. ومع أنه مطلوب للعدالة في الولايات المتحدة الأمريكية، كانت فكرة محاكمته غير واردة، لأنه لا زال بطلاً شعبياً. منحته الحكومة المكسيكية عفواً وراتباً تقاعدياً يعادل مليوني دولار بالذهب، وهكذا استقر فيا في مزرعته وعاش في سلام وهدوء.

## التغيير الدراماتيكي في حياة بانشو فيا

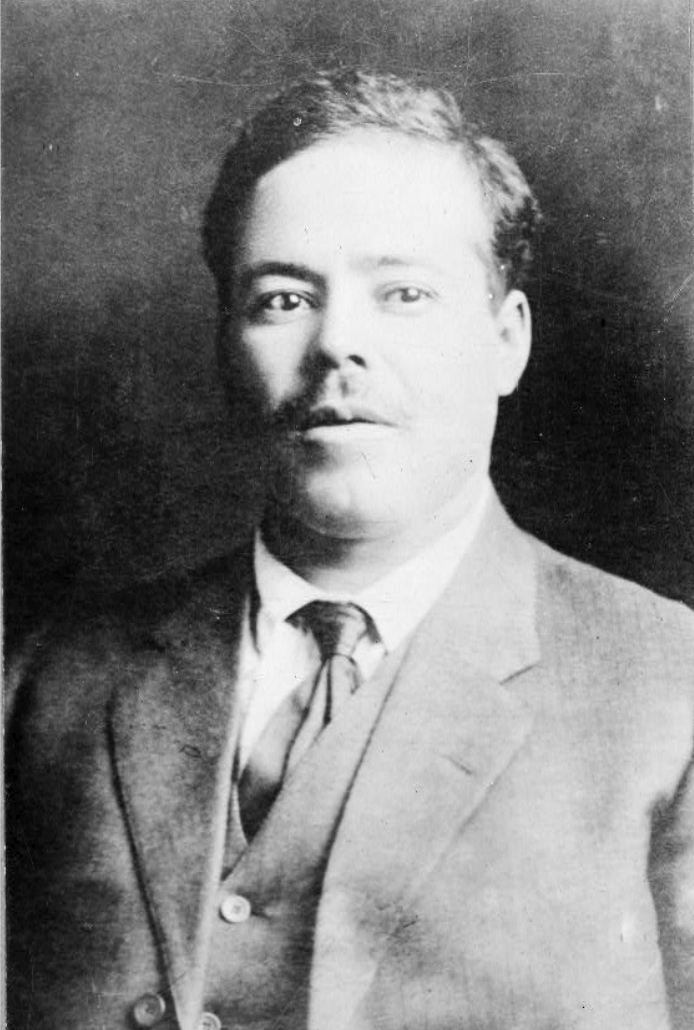
بانشو فيا 1910

كتب المؤرخ صامويل مايو عن تلك الفترة : كان ذلك تغيراً دراماتيكياً في حياة زعيم العصابات، فقد بدأ يبني مشفى ومدرسة ومكتب بريد في بلدة بارال الصغيرة. ولكنه لم يستطع البقاء صامتاً تجاه شؤون المكسيك. وعندما اقتربت الانتخابات الرئاسية، تورط في دعم صديقه القديم أدولغو دي لا هويرتا ضد المرشح الآخر كالاس. وقد نصحه الأصدقاء وحذروه من الخطر الكامن.

## إغتياله
.

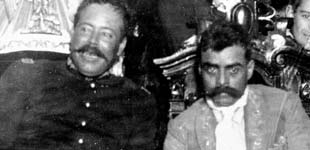
بانشو فيا مع إيمليانو زاباتا

في تلك الأثناء، كان جيسوس سالاس يحضّر خطة لاغتيال فيا انتقاماً لمجزرة نفّذها قبل سنة في قرية إيل أورو .

وهكذا بذل سالاس جهوده ليجمع عدداً من المتآمرين، وفي شهر أبريل 1923م، استأجر منزلاً يطل على الطريق الذي يعبره فيا عادة في طريقه من وإلى مزرعته .
وفي ذلك المنزل، درس سالاس مع سته من رجاله، عادات فيا، ومواعيد مروره، وأفضل المواقع لإطلاق النار عليه . ولم ينتبه أحد إلى تلك المجموعة المتآمرة مع مضي ثلاثة شهور على إقامتها في ذلك المنزل الغامض .

في المرة الأولى، صوّب الرجال باتجاه فيا لقتله، وكان الهدف واضحاً جداً، لكن مجموعة من أطفال المدرسة تصادف مرورها في الوقت نفسه، وفي المكان نفسه، فأُلغي المشروع مؤقتاً.
في 20 يوليو، وفي الساعة الثامنة صباحاً، كان بانشو فيا يستقل سيارته من طراز فورد وبصحبته مساعده الكولونيل ميغيل تريللو .. ولم يكن ثمة أطفال في الشارع .. وفي تلك اللحظة .. انطلقت مئات الرصاصات .. منها أربعون أصابت السيارة .. وتسع رصاصات استقرت في جسم بانشو فيا، لم يكن لديه أي وقت لاستعمال مسدسيه الشهرين .. فقد فارق الحياة فوراً عن عمر ناهز 55 عاماً، بعد أن نجا من محاولات اغتيال سابقة عديدة، ومن مطاردات الجيش القادم من الولايات المتحدة الأمريكية مقتفياً آثاره. 

ركب المتآمرون خيولهم وانطلقوا باتجاه التلال إلى مخبأ أعدّ سابقاً.

## محاكمة قاتل بانشو فيا
أُخذ سالاس لمحاكمته، وهناك أعلن أنه يتبرع بالجائزة التي كانت واشنطن قد أعلنتها لمن يأتي بفيا حياً أو ميتاً، يتبرع بها إلى عائلات ضحايا بانشو فيا الكثيرين.

وفي 20 سبتمبر 1923، صدر الحكم على سالاس بالسجن عشرين سنة، وقد خرج من السجن بعد قضاء جزء من تلك المدّة.

## آثار اغتيال بانشو فيا

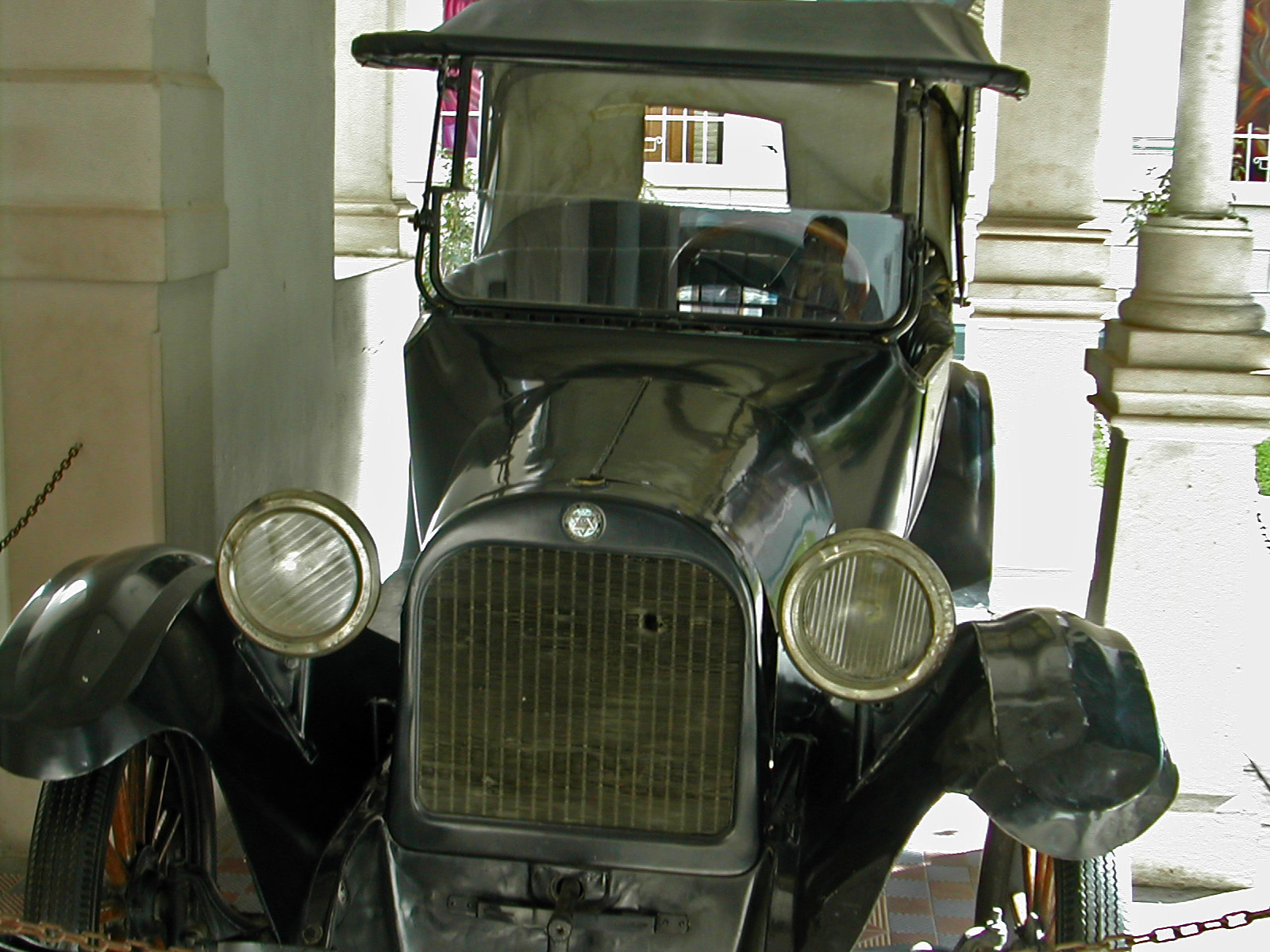
سيارة بانشو فيا من طراز فورد معروضة في المتحف التاريخي في المكسيك.

على مدى 40 عامًا، نشأ صراع بين أولئك الذين قدّسوا بانشو فيا وبين من رأوه مجرماً وزعيم عصابة.

ولكن الكونغرس المكسيكي صوّت إلى جانب طباعة اسم بانشو فيا بالذهب على جدار الكونغرس، إلى جانب أسماء الأبطال الآخرين من رجال الثورة المكسيكية.

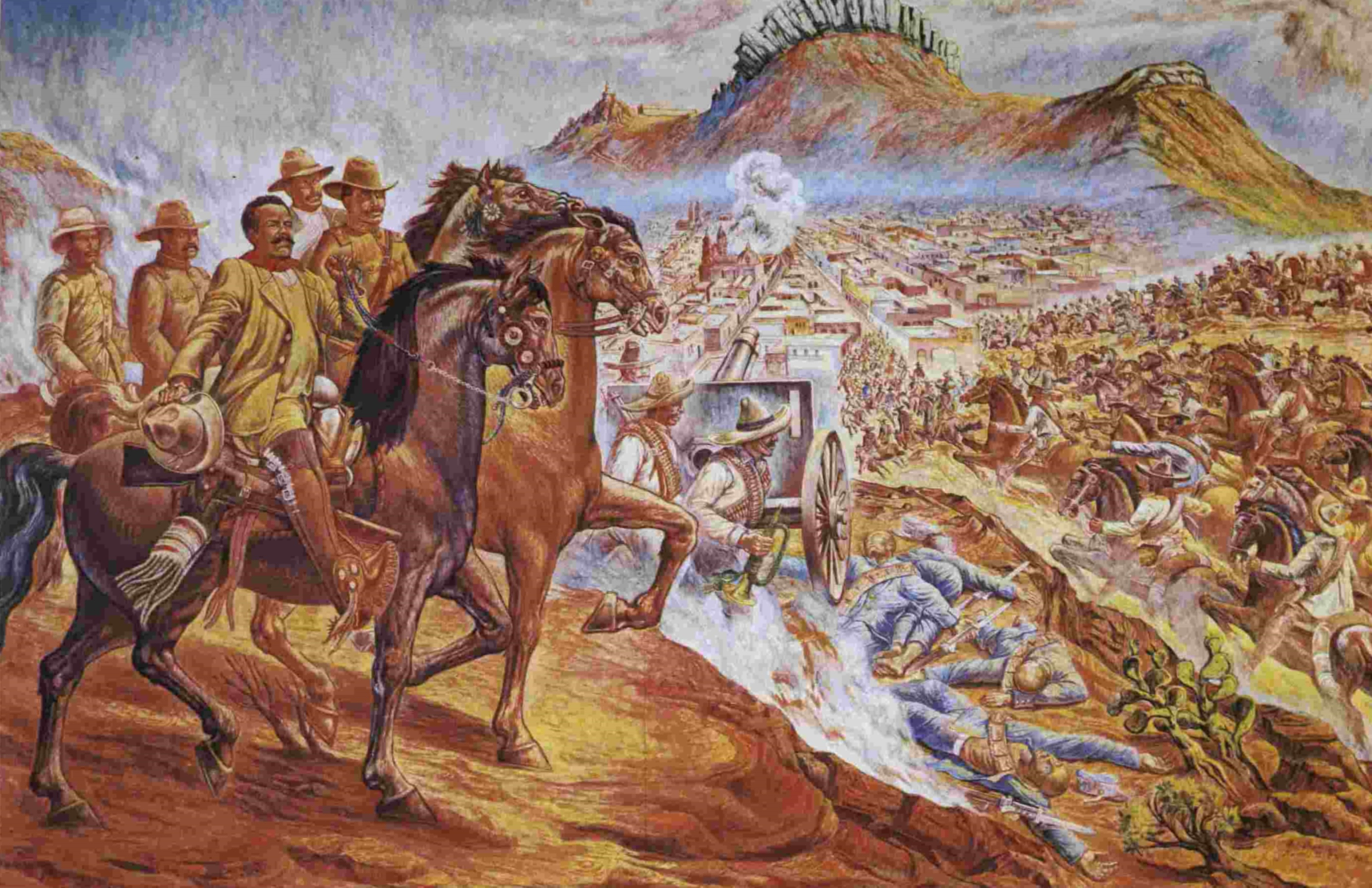
لوحة تمثل بانشو فيا وجيشه.

## روابط خارجية
- بانشو فيا على موقع IMDb (الإنجليزية)
- بانشو فيا على موقع الموسوعة البريطانية (الإنجليزية)
- بانشو فيا على موقع إن إن دي بي (الإنجليزية)
- بانشو فيا على موقع قاعدة بيانات الفيلم (الإنجليزية)